# Rolla Wells
Rolla Wells (né en 1856 et décédé en 1944), surnommé Rollo, était un politicien américain.

## Biographie
Il fut deux fois maire de Saint-Louis et nommé officier du comité démocrate national dans la campagne présidentielle en 1912 de Woodrow Wilson, et fut gouverneur de la Federal Reserve Bank pour sa branche de Saint-Louis.